# Gambiella
Gambiella is een geslacht van kreeftachtigen uit de klasse van de Ostracoda (mosselkreeftjes).

## Soorten
- Gambiella caelata Witte, 1985
- Gambiella caudata (Brady, 1890) Mckenzie, 1986
- Gambiella pytta Howe & Mckenzie, 1989